# 小玉孝
小玉 孝（こだま たかし、1945年 - ）は、大阪府出身のアマチュア野球選手（内野手）。実兄は小玉明利。

## 経歴
八尾高等学校から同志社大学へ進学、遊撃手として活躍する。関西六大学野球リーグでは、高校の先輩であるエース久野剛司の活躍で1964年秋季、1965年秋季と2回のリーグ優勝を経験。2年生からレギュラーとなり、1967年春季リーグでは打率.360でベストテン2位の好成績を記録。
大学卒業後は富士製鐵広畑（1970年に新日本製鐵広畑に改称）に入社。遊撃手として1968年の都市対抗に出場。神部年男、岡田光雄（松下電器から補強）が好投し、決勝では河合楽器に1-0で勝利、初優勝を飾った。8月にはアラスカ・ゴールドパナーズとの日米親善野球試合に出場。1970年の都市対抗ではチームメイトの高橋二三男、佐々木恭介とともに鐘淵化学に補強され出場。準々決勝に進出するが、サッポロビールに敗退。この大会では打率.583で首位打者となり優秀選手賞を獲得、同年の産業対抗でも準決勝に進み、丸善石油に敗退。大会優秀選手となり、同年の社会人ベストナイン（遊撃手）にも選出される。翌1971年の都市対抗は山中正竹（住友金属から補強）、三沢淳の継投で決勝に進み、丸善石油を降し優勝。再び優秀選手賞を獲得し、同年の第9回アジア野球選手権大会日本代表となる。2年連続で社会人ベストナイン（遊撃手）に選出された。その後も都市対抗などで活躍するが1975年に現役引退。
現役引退後は新日本製鐵大分、明豊高等学校、同志社大学の監督を務めた。同志社大では2010年春季リーグからの4季連続優勝に貢献。